# Eunausibius lophius
Eunausibius lophius là một loài bọ cánh cứng trong họ Silvanidae. Loài này được Parsons miêu tả khoa học năm 1974.